# Chileolobius chilensis
Chileolobius chilensis es una especie de coleóptero de la familia Endomychidae.

## Distribución geográfica
Habita en Chile.